# Toru Shishime
Toru Shishime (Miyakonojo, 8 de marzo de 1992) es un deportista japonés que compite en judo.
Ganó una medalla de bronce en el Campeonato Mundial de Judo de 2015, en la categoría de –60 kg. En los Juegos Asiáticos consiguió dos medallas, plata en 2018 y bronce en 2014.

## Palmarés internacional
| Campeonato Mundial | Campeonato Mundial      | Campeonato Mundial | Campeonato Mundial |
| Año                | Lugar                   | Medalla            | Categoría          |
| ------------------ | ----------------------- | ------------------ | ------------------ |
| 2015               | Astaná ( Kazajistán)    | Medalla de bronce  | –60 kg             |
| Juegos Asiáticos   |                         |                    |                    |
| Año                | Lugar                   | Medalla            | Categoría          |
| 2014               | Incheon (Corea del Sur) | Medalla de bronce  | –60 kg             |
| 2018               | Yakarta (Indonesia)     | Medalla de plata   | –60 kg             |